# Emballonura dianae
Emballonura dianae é uma espécie de morcego da família Emballonuridae. Pode ser encontrada na Papua-Nova Guiné e Ilhas Salomão.
Está ameaçada por perda de habitat.